# 象湖 (南昌)
象湖，中華人民共和国江西省南昌市境内的一个湖泊，风光旖旎，因其状如象而得名，湖洲上建有万寿宫和万寿塔。周边为南昌市区重要楼市板块，有南昌民俗博物馆及豫章台等建筑。